# Górówka manto
Górówka manto (Erebia manto) – motyl dzienny z rodziny rusałkowatych.

## Wygląd
Rozpiętość skrzydeł od 34 do 38 mm, dymorfizm płciowy wyraźny jedynie na spodniej stronie skrzydeł: u samic rysunek tylnego skrzydła jest bardziej rozbudowany niż u samców.

## Siedlisko
Gatunek alpejski, żyje na bujnych kwiecistych łąkach i zboczach.

## Biologia i rozwój
Wykształca jedno pokolenie w roku (lipiec-początek września). Główne rośliny żywicielskie:  kostrzewa czerwona, kostrzewa owcza. Jaja składane są pojedynczo na trawach lub innych roślinach. Larwy rozwijają się przez dwa lata. Stadium poczwarki trwa ok. 2-3 tygodnie.

## Rozmieszczenie geograficzne
Gatunek europejski, występuje lokalnie w górach w środkowej i południowej części kontynentu. W Polsce występuje wyłącznie w Tatrach.